# Akasztó-hegy (Visegrádi-hegység)
Az Akasztó-hegy egy 577 méter magas hegy a Visegrádi-hegység középső részén, közel Pest vármegye és Komárom-Esztergom vármegye határvonalához (Visegrád, Pilisszentlászló és Dömös területének hármashatárához), de a csúcsa attól néhány száz méterre keletre, tehát Pest vármegyében, Pilisszentlászló közigazgatási területén emelkedik. A térség legnépszerűbb turisztikai célpontjai közül a Prédikálószéktől mintegy két kilométerre délre, a Dobogó-kőtől bő három kilométerre keletre található.

## Megközelítése
Az Akasztó-hegy három irányból is kényelmesen megközelíthető a környék jelzett turistaútjain. Talán a legegyszerűbb útvonal-lehetőség, ha a Dobogó-kőről induló piros háromszög jelzést követjük. Egy másik, hosszabb és lényegesen nehezebb útvonal, ha Dömös felől követjük ugyanezt a turistajelzést; ehhez a dömösi Malom-völgyben kell elindulni a piros jelzésen, amelyből a Kaincz-forrásnál ágazik ki a piros háromszög, végighalad a Vadálló-gerincen, elhalad a Vadálló-kövek mentén és felkúszik a Prédikálószék csúcsára, majd onnan halad tovább az Akasztó-hegy felé. Végül megközelíthető a hegy Pilisszentlászló irányából is, a piros kereszt jelzésen, amely a csúcs közvetlen közelében éri el a piros háromszöget.